# فال كال
فال كال (بالفرنسية: Val Kahl)‏ هي ممثلة فرنسية، ولدت في 3 أبريل 1982 في لو تشيسناي في فرنسا.